# Троцендорф, Валентин
Валентин Троцендорф (нем. Valentin Trozendorf, также Trotzendorf; наст. фамилия Фридланд, нем. Friedland; 14 февраля 1490, Тройчендорф под Гёрлицем, Лужица — 25 апреля 1556, Лигниц, Силезия) — немецкий педагог времен Реформации, ученик и последователь Лютера и Меланхтона, ректор латинской школы в Гольдберге, ставшей первой в Силезии гимназией Нового времени, одним из первых ввел в школьную практику ученическое самоуправление.

## Биография
Происходя из небогатой семьи, Валентин Фридланд лишь в возрасте 16 лет смог пойти в школу. В 1506 году он поступает в городскую школу в Гёрлице и учится там в течение года. После перерыва, вероятно вызванного необходимостью помогать отцу по хозяйству, он продолжает учебу в той же школе с 1509-го по 1514 год.
В Лейпцигском университете, куда Валентин поступает весной 1514 года, он, благодаря английскому филологу Ричарду Круку и Петру Мозеллану, занявшему кафедру Крука после отъезда последнего в Кембридж, знакомится с идеями гуманизма. Уже в сентябре 1515 года Фридланд получает степень бакалавра.
В это время от чумы погибает вся его семья, за исключением младшего брата. В конце 1515-го или начале 1516 года Валентин вынужден вернуться в Гёрлиц и занять должность младшего учителя в родной школе. В 1517-м или 1518 году он становится учителем в школе города Швейдниц в Нижней Силезии.
В 1518 году Фридланд принимает сан священника и с 1519-го по 1524 год состоит членом капитула кафедрального собора в Бреславле. Однако уже в мае 1519 года он берет отпуск и поступает студентом в Виттенбергский университет под именем «Валентина Дроссендорфа из Мейсенского диоцеза». По мнению Бауха, будучи католическим священником, Фридланд предпочел скрыть своё настоящее имя при поступлении в лютеранский университет. Поэтому он берет себе псевдоним по названию родной деревни. Под этим именем или его вариантами (Trozendorf, Trotzendorf, Trocedorfius) он и становится известен впоследствии.
В июле того же года Троцендорф присутствует на Лейпцигском диспуте. Выступление Лютера производит на него сильное впечатление, и колебавшийся до тех пор Троцендорф окончательно становится сторонником Реформации. Вскоре он тесно сближается с Меланхтоном. Отсутствие средств вынуждает Троцендорфа параллельно с учебой в университете давать частные уроки латыни. Одновременно он сам берет уроки древнееврейского.
В 1525 году, откликнувшись на просьбу старого друга, Троцендорф занимает место сперва учителя, а вскоре ректора, латинской школы в Гольдберге, в нижнесилезском герцогстве Лигниц. Силезия в это время становится ареной ожесточенного религиозного противостояния, связанного с именем Каспара Швенкфельда. Убежденный лютеранин, Троцендорф с головой окунается в богословские дискуссии, что оставляет ему мало времени для исполнения его обязанностей в школе.
Следующей его должностью в 1527 году становится место доцента в только что основанном герцогом Лигница Фридрихом II Лигницком университете. Это время также проходит для Троцендорфа под знаком богословских споров, на сей раз с ученым последователем Швенкфельда Валентином Краутвальдом. Краутвальд преподает в Лигнице теологию и пользуется — как и прочие швенкфельдиане — поддержкой герцога. Репутация гнезда швенкфельдиан, внутренние раздоры и невозможность добиться университетской привилегии от императора-католика Карла V вскоре кладут конец попытке создания первого в мире протестантского университета. Основанному несколько позже лютеранскому Марбургскому университету повезло значительно больше — он существует и поныне.
В начале 1530 года Троцендорф вместе с последними лигницкими студентами возвращается в Виттенберг, где остается до тех пор, пока в 1531 году его по просьбе городского магистрата Гольдберга не призывают вновь возглавить тамошнюю школу. За время его отсутствия школа пришла в совершенный упадок и Троцендорф энергично берется за её возрождение в качестве латинской школы нового образца — гимназии — на принципах, разработанных Меланхтоном и положенных в основу открывшихся недавно перед тем протестантских школ в Нюрнберге и Марбурге.
В это время, в силу изменившейся политической обстановки, лигницкий герцог дистанцируется от швенкфельдиан и объявляет себя сторонником Лютера. Репутация Троцендорфа как последовательного лютеранина способствует тому, что герцог теперь связывает свои ожидания и амбиции в области образования с развитием Гольдбергской школы. Сам Троцендорф также отдаляется от религиозной полемики и целиком посвящает себя преподавательской деятельности. Если поначалу штат школы, помимо самого Троцендорфа, насчитывает лишь одного младшего учителя, то спустя 15 лет, благодаря неустанным усилиям ректора, школа дает своим питомцам знания в объеме университетского факультета искусств. В 1546 году школа получает от Фридриха статус герцогской (лат. schola ducalis). Герцог утверждает составленные Троцендорфом устав школы и план занятий, которые впоследствии послужили образцом для многих школ XVI столетия.
В 1553 году эпидемия чумы изгоняет Троцендорфа с немногими оставшимися учениками в Лёвенберг. В следующем году пожар уничтожает Гольдбергскую школу и все имущество Троцендорфа. Троцендорф с немногочисленными теперь учениками переселяется в Лигниц и начинает сбор средств на возрождение школы в Гольдберге. Прежде чем его усилия увенчиваются успехом, в 1556 году он умирает в Лигнице в возрасте 66 лет от апоплексического удара.
Успех Гольдбергской школы был тесно связан с личностью и деятельностью её руководителя — вскоре после смерти Троцендорфа школа вновь пришла в упадок, чему также способствовали неблагоприятные политические и экономические обстоятельства. Если Фридрих II видел в Гольдбергской школе зачаток новой попытки создания университета, то после смерти герцога в 1547 году этим планам уже не суждено было сбыться из-за незаинтересованности его наследников.

## Сочинения

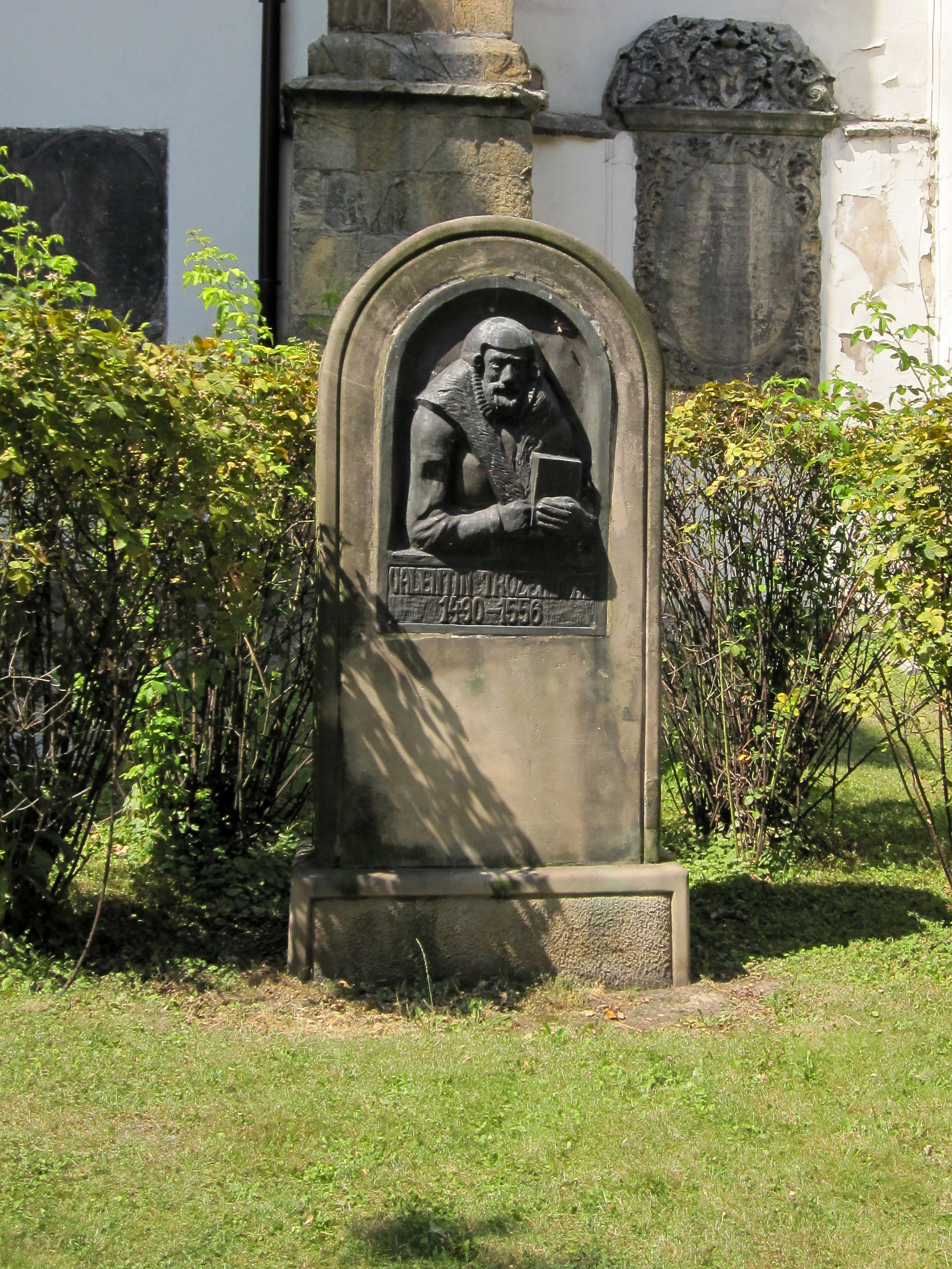
Памятник Троцендорфу в Злоторые

Издание трудов Троцендорфа было предпринято его учениками уже после смерти учителя. В 1558 году бывший ученик Гольдбергской школы М. Фолландт на основе сохранившихся у него записей лекций Троцендорфа, сделанных в 1554—1555 гг., издал в Виттенберге лютеранский катехизис (Catechesis) с предисловием Меланхтона. Catechesis был вскоре дважды переиздан без изменений в 1561-м и 1565 гг. Большую работу по розыску, сверке, редактированию и изданию сочинений Троцендорфа осуществил другой его ученик — Л. Людвиг из Зибенэйхена (ныне д. Дембовы Гай) под Лёвенбергом, впоследствии ректор городской школы в Гёрлице. В 1564 году он издает сборник составленных Троцендорфом и использовавшихся в школе молитв (Precationes), а в 1565-м — другой катехитический сборник Троцендорфа Methodi  Doctrinae Catecheticae. «Методы» содержат сразу четыре катехизиса, составленных самим Троцендорфом и предназначенных ученикам разных классов: от самого простого, где все вопросы и ответы сформулированы по-немецки, до наиболее продвинутого, предполагающего свободное владение латынью, знание греческого и даже некоторое знакомство с древнееврейским. Приложением к «Методам» Людвиг опубликовал «Розарий» — сборник библейских афоризмов в переводе и с комментариями Троцендорфа. В следующем году он выпустил «Розарий» отдельным изданием, дополнив его речью памяти Троцендорфа, написанной К. Пейкером и произнесенной Б. Рау в Виттенберге 15 августа 1564 года по случаю присвоения степени магистра сразу 38 соискателям. В 1568 году Людвиг издал свои переводы молитв Троцендорфа и Меланхтона на немецкий. Сменивший Троцендорфа на посту ректора Гольдбергской школы М. Табор вскоре переиздал «Методы», при этом он существенно переработал «Розарий», по сути став его соавтором. Переводы Троцендорфа в «Розарии» Табор заменил цитатами из Библии Лютера. Этот вариант «Розария» стал весьма популярен и выдержал множество переизданий. Впоследствии Георг Гельмрих-младший, сын того Г. Гельмриха, что когда-то пригласил Троцендорфа в Гольдберг, выпустил немецкий перевод «Методов» с «Розарием».
- Trocedorfius V. Catechesis Scholae Goltpergensis (лат.) / [M. Vollandt]. Cum Praefatione Philip. Melanth. — Vitebergae: [J. Crato], 1558.  — ссылка на издание 1561 года.
- Trocedorfius V. Precationes reverendi viri, Valentini Trocedorfii, recitatae in schola Goltbergensi (лат.) / anno proximo ante mortem ex eius ore exceptae, & editae opera Lavrentii Lvdovici Leobergensis. — Witebergae: [J. Crato], 1564.
- Melanchthon P., Trozendorf V. Christliche, Schöne, außerlesene Gebet Philippi Melanthonis, vnd Valentini Trocedorfij (нем.) / Inn Druck gefertigt Durch Laurentium Ludouicum Leobergensem. — Görlitz: A. Fritsch, 1568.  — молитвы Меланхтона и Троцендорфа в переводе на немецкий.
- Trocedorfius V. Methodi Doctrinae Catecheticae, iuxta distinctos discentium ordines in Scholae Goldbergensi propositae (лат.) / Edita primum opera Lavrentii Lvdovici Leobergensis. Rosarium / Deinde emendata, & aucta ex alijs meditationibus autoris, per V. Cl. M. Martinvm Tabvrnvm. — Gorlicii: A. Fridericus, 1571.  (нем.) — «Методы» с «Розарием», переработанным М. Табором.
- Trocedorfius V. Rosarium Scholae Trocedorfij, contextum ex rosis decerptis ex Paradiso Domini = Ein Krantz von Rosen, genomen aus dem Paradis des HErrn (лат.) / Adiunctae sunt praecipuarum sententiarum enarationes ex ore Trocedorfij exceptae, & passim collectae studio M. Rulli Lygnicensis. Addita est oratio de vita Trocedorfij, recitata in Academia Vuitebergensi. — Witebergae: [J. Crato], 1565.  — отдельное издание «Розария» с речью К. Пейкера.
- Trocedorfius V. Rosarivm Scholae Trocedorfii = Ein Krantz von Rosen, genommen aus dem Paradis des HERREN (нем.) / Alles in Druck gefertiget Durch L. Ludouicum Leobergensem. — [Görlitz]: [A. Fritsch], 1567.  — немецкое издание «Розария».
- Trocedorff V. Catechismus Des Ehrwirdigen Herrn Valentini Trocedorffs, Weiland Rectoris der Fürstlichen Schulen zum Goldberg (нем.) sampt einem Christlichen schönen Rosario für die studierende Jugent zum Goldberg / zum teil vom Herrn Trocedorff, zum teil vom Herrn M. Martino Thabor geordnet. Verdeutschet durch M. Georgium Helmericum Professorem alda. Cum Praefatione D. Nicolai Selnecceri. — Jhena: D. Richtzenhan, 1578.  — перевод «Методов» на немецкий, сделанный Г. Гельмрихом-мл.
- Trozendorf V. Goldberger Schulordnung, 1546 // Die evangelischen Schulordnungen des 16. Jahrhunderts (нем.) / Hrsg. v. R. Vormbaum. — Gütersloh: Bertelsmann, 1860. — S. 53–55. — (Evangelische Schulordnungen 1).  — устав Гольдбергской школы.

### Основной список
- Bauch, Gustav. Valentin Trozendorf und die Goldberger Schule (нем.). — Berlin: Weidmann, 1921. — (Monumenta Germaniae Paedagogica 57).
- Michler, Alfred. Valentin Trozendorf — nauczyciel Śląska (пол.). — Złotoryja: Tow. Miłośników Ziemi Złotoryjskiej, 1996. — ISBN 83-9069-760-2.
- Шимановський М. Школа Валентина Тротцендорфа (укр.) // Шкільний світ : Всеукраїнська газета для вчителів. — Київ: Шкільний світ, 2008. — № 16. — С. 19—20.
- Meister, Ferdinand. Trotzendorf // Allgemeine Deutsche Biographie (ADB). — Bd. 38. — Leipzig: Duncker & Humblot, 1894. — S. 661–667. (нем.)
- Axmacher, Elke. Trozendorf, Valentin // Biographisch-Bibliographisches Kirchenlexikon (нем.). — Herzberg: Traugott Bautz, 1997. — Band XII. — ISBN 3-88309-068-9.  (платн.)
- Тротцендорф // Российская педагогическая энциклопедия / гл. ред. Давыдов В. В. — М.: Научн. изд. «Большая Российская энциклопедия», 1993. — Т. 2. — 608 с. — ISBN 5-85270-140-8.
- Фридланд, Валентин // Энциклопедический словарь Брокгауза и Ефрона : в 86 т. (82 т. и 4 доп.). — СПб., 1890—1907.

### Дополнительные материалы
- Knothe, Hermann. Die Oberlausitzer auf Universitäten während des Mittelalters und bis zum Jahre 1550 (нем.) // Neues Lausitzisches Magazin  / hrsg. v. R. Jecht. — Görlitz: Oberlaus. Ges. d. Wiss., 1895. — Bd. 71. — S. 133–171.
- Кариков С. А. Влияние гуманизма и Реформации на развитие школ Германии (недоступная ссылка — история) // ХНУ ім. В. Н. Каразіна. Актуальні проблеми вітчизняної та всесвітньої історії : Зб. наук. праць  / Гол. ред. С. І. Посохов. — Харків: НМЦ «СД», 2003. — Вып. 6. — С. 31—36. — ISBN 966-544-269-4.
- Модзалевский Л. Н. Очерк истории воспитания и обучения с древнейших до наших времен. — СПб.: В тип. Сущинского, 1866. — В. 1.